# April Henry
Pour les articles homonymes, voir Henry.
April Henry, née le 14 avril 1959 à Portland, en Oregon, est une femmes de lettres américaine, auteure de roman policier et de roman pour adolescents.

## Biographie
April Henry grandit à Medford dans le sud de l'Oregon, où son père Hank Henry, est un animateur de télévision KTVL (en) et sa mère Nora Henry est fleuriste.
En 1999, elle publie son premier roman Circles of Confusion, présélectionné pour le prix Agatha et le prix Anthony du meilleur premier roman. C'est le premier volume d'une série consacrée à Claire Montrose, un détective amateur en Oregon.
En 2002, elle fait paraître son premier thriller, Learning to Fly puis, en 2009, elle s'associe avec Lis Wiehl (en) pour l'écriture de deux séries, Triple Threat et Mia Quinn.
En littérature d'enfance et de jeunesse, elle publie des romans pour adolescents : en 2006, Shock Point et, en 2016, The Girl I Used to Be, qui lui vaut d'être lauréate du prix Anthony 2017 du meilleur roman pour adolescents.

## Œuvre

### Romans

#### SérieClaire Montrose
- Circles of Confusion (1999)
- Square in the Face (2000)
- Heart-Shaped Box (2001)
- Buried Diamonds (2003)

#### SérieTriple Threat
Coécrit avec Lis Wiehl (en)
- Face of Betrayal (2009)
- Hand of Fate (2010)
- Heart of Ice (2011)
- Eyes of Justice (2012)

#### SérieMia Quinn
Coécrit avec Lis Wiehl
- A Matter of Trust (2013)
- A Deadly Business (2014)
- Lethal Beauty (2015)

#### Autre roman
- Learning To Fly (2002)

### Romans pour adolescents

#### SérieThe Girl
- Girl, Stolen (2010)
- Count All Her Bones (2017)

#### SérieThe Point Last Seen
- The Body in the Woods (2014)
- Blood Will Tell (2015)

#### Autres romans pour adolescents
- Shock Point (2006)
- Torched (2009)
- The Night She Disappeared (2012)
- The Girl Who Was Supposed To Die (2013)
- The Girl I Used to Be (2016)
- Run, Hide, Fight Back (2018)
- Girl Forgotten (2023)

## Prix et distinctions

### Prix
- Prix Anthony 2017 du meilleur roman pour adolescents  pour The Girl I Used to Be[2]

### Nominations
- Prix Agatha 1999 du meilleur premier roman pour Circles of Confusion[3]
- Prix Anthony 2000 du meilleur premier roman pour Circles of Confusion[2]
- Prix Edgar-Allan-Poe 2017 du meilleur roman pour adolescents pour The Girl I Used to Be[4]
- Prix Edgar-Allan-Poe 2024 du meilleur roman pour adolescents pour Girl Forgotten[4]